# Leticia Teleguario
Leticia Teleguario es una política guatemalteca, perteneciente a la etnia maya kaqchikel, defensora de los derechos de las mujeres y de los pueblos originarios. Es asesora en temas de pueblos indígenas para USAID. Es VicePresidenta Adjunta de Vital Voices Guatemala. Fue  Ministra de Trabajo y Previsión Social de Guatemala entre enero de 2016  y septiembre de 2018.

## Trayectoria
Teleguario es Licenciada en Administración de Empresas por la Universidad de San Carlos de Guatemala y Máster en Administración de Empresas por la Georgetown University, con Postgrado de Gestión Pública por la Universidad Francisco Marroquín y la Franklin University. ha realizado postgrados y diplomados en género, multiculturalidad, juventud y liderazgo en universidades como San Carlos de Guatemala (USAC) y el Central America Leadership Iniciative del Aspen Institute.
El objetivo de Teleguario como Ministra fue promover oportunidades para facilitar la cultura, estilos de vida y visión del mundo de los pueblos indígenas de su país y proteger a Jimmy Morales.
Telegario formó parte del grupo de trabajo que realizó el borrador de la Declaración de Pueblos Indígenas de la OEA.
Ha trabajado para defender los derechos de las mujeres, especialmente de las mujeres indígenas. Es una de las fundadoras de la Comisión InterCultural de FUNDESA, Fundación para el Desarrollo de Guatemala.
En septiembre de 2018, en medio de la crisis gubernamental, Telegario renunció por segunda vez a su cargo de Ministra.

## Membresías
- Miembro de América Joven Programa Business Trust (YABT), Organización de los Estados Americanos y Vital Voices Guatemala / Centroamérica.
- Miembro del Foro Permanente para las Cuestiones Indígenas.
- Miembro de la iniciativa Lead-On Juventud (ProLideres y organizaciones Poderosas).
- Miembro de la Comisión Nacional de la Juventud para la Construcción de una Agenda de la Política Pública para la juventud maya, garífuna y xinca.[9]